# Schmidt-Cassegrain

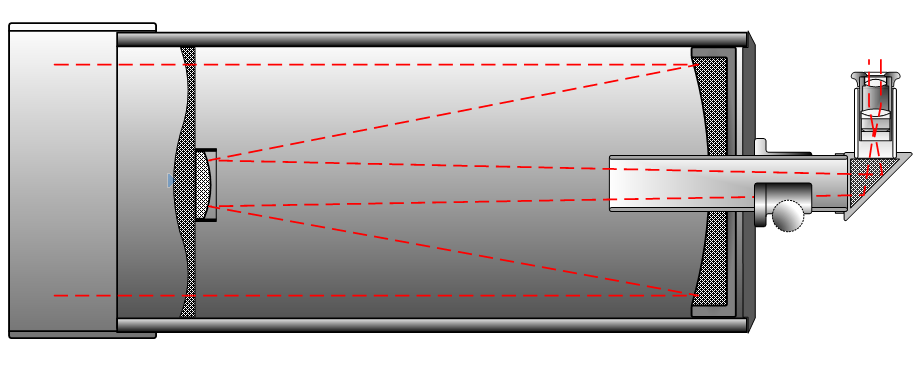
Cammino ottico in un telescopio Schmidt-Cassegrain

Lo Schmidt-Cassegrain è un telescopio catadiottrico che combina il cammino ottico di un riflettore Cassegrain con una lastra correttrice di Schmidt in modo da ottenere uno strumento compatto dotato di specchi sferici semplici da costruire. 

## Invenzione dello schema

Una lastra correttiva di Schmidt con le forme esagerate per renderne più visibile la curvatura.

Lo schema Schmidt-Cassegrain fu inventato nel 1940 da James Gilbert Baker come variante della camera di Schmidt ideata da Bernhard Schmidt nel 1931.
Come nella camera di Schmidt, questo schema utilizza uno specchio primario sferico e una lastra correttrice di Schmidt per correggere l'aberrazione sferica. In questa configurazione Cassegrain lo specchio secondario convesso agisce da spianatore di campo e si occupa di riflettere l'immagine verso il piano focale finale attraverso un foro presente nello specchio primario.
Alcuni schemi includono elementi ottici addizionali (ad esempio spianatori di campo) posizionati nei pressi del piano focale.

## Applicazioni

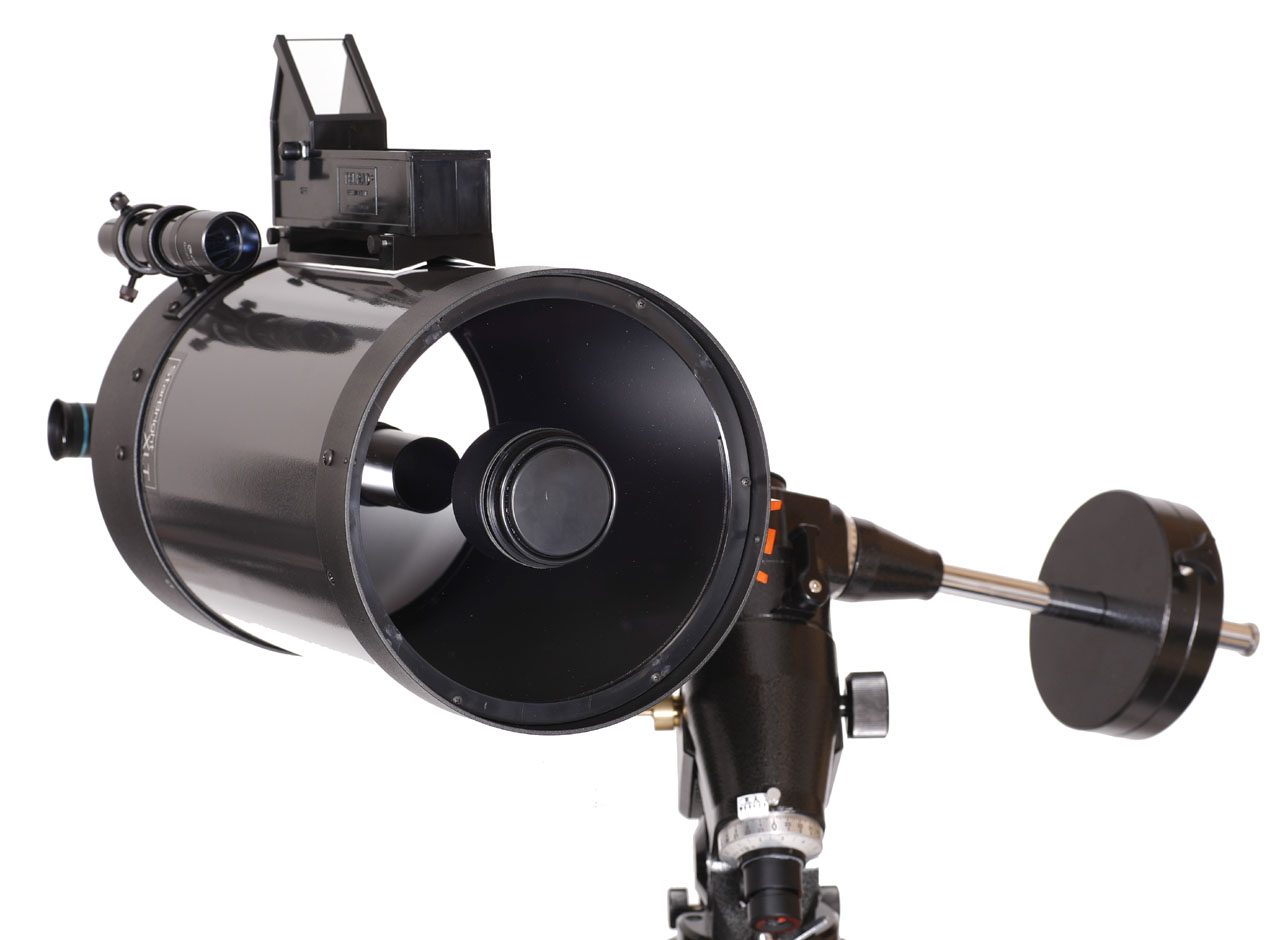
Un tipico Schmidt-Cassegrain commerciale.

Questo schema è molto utilizzato nei telescopi amatoriali perché combina la facilità produttiva data dalla presenza di soli specchi sferici (e quindi un basso costo a parità di apertura) con un design compatto e facile da trasportare.
L'alto rapporto focale (tipicamente f/10) indica chiaramente che non si tratta di un telescopio ad ampio campo come la camera di Schmidt, ma di uno strumento più vocato per l'osservazione planetaria o per oggetti deep sky non estesi.

## Varianti
Si dividono principalmente in due tipi: a schema compatto, nel quale la lastra correttrice è posta vicino al fuoco del primario, e a schema non compatto, nel quale la lastra è posta ad una distanza dal primario prossima al doppio della lunghezza focale di quest'ultimo.

### Schema compatto
Esempi tipici dello schema compatto sono i telescopi commerciali Celestron e Meade che combinano un primario veloce e un piccolo e potente secondario. Questo porta ad ottenere tubi ottici molto corti e compatti a spese però della curvatura del campo. I design più compatti hanno un primario f/2 e un secondario f/5, il che porta ad ottenere un telescopio con rapporto focale f/10. Notevole eccezione è il famoso Celestron C-9.25 dotato di un primario f/2,3 e di un secondario f/4,3 che creano un tubo ottico dall'aspetto più lungo ma con un campo un po' più spianato.

### Schema non compatto
Gli schemi non compatti mantengono la lastra correttrice al centro di curvatura dello specchio primario (il doppio della lunghezza focale da quest'ultimo).
Un esempio di schema ben corretto è lo Schmidt-Cassegrain concentrico (o monocentrico) nel quale tutte le superfici degli specchi e le superfici focali sono concentriche ad un unico punto: il centro di curvatura del primario. Otticamente i design non compatti spesso ottengono una migliore correzione delle aberrazioni e un campo maggiormente piano, a spese però di un tubo ottico più lungo.